# 1899 في إسبانيا
فيما يلي قوائم الأحداث التي وقعت خلال عام 1899 في إسبانيا.

## أحداث
- 16 أبريل – الانتخابات الإسبانية العامة 1899

## سياسة

### تعيين في المنصب
- 4 مارس – رايموندو فرنانديز فيلافيردي overseas minister  [لغات أخرى]‏، وزير المالية  [لغات أخرى]‏.
- 4 مارس – فرانسيسكو سيلفيلا President of the Council of Ministers ‏، Minister of State of Spain ‏.

### انتهاء فترة المنصب
- 25 أبريل – رايموندو فرنانديز فيلافيردي overseas minister  [لغات أخرى]‏.

## مواليد

### يناير
- 28 يناير – لويس دي أرقويو لاعب كرة قدم إسباني.

### مارس
- 4 مارس – إميليو برادوس كاتب إسباني.

### مايو
- 3 مايو – باولينو أوزكودون ملاكم إسباني.

### ديسمبر
- 28 ديسمبر – إديجر نيبيه فنان إسباني.

## وفيات

### مايو
- 25 مايو – إيميليو كاستيلار (مواليد 1832) سياسي إسباني.